# Filmes de 1943 da RKO Pictures

## A RKO em 1943

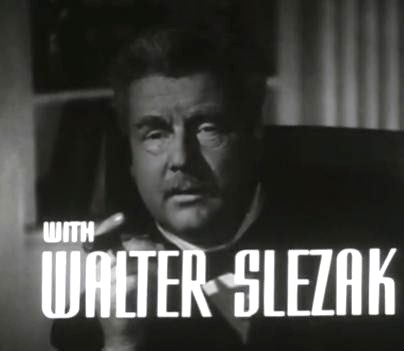
Walter Slezak no trailer de The Fallen Sparrow, thriller que foi um dos grandes êxitos da RKO em 1943.

O ano de 1943 foi extraordinário para a RKO, tanto pela calmaria entre os executivos, quanto pela grande quantidade de dinheiro que entrou em seus cofres. Ainda assim, enquanto as alterações no andar de cima praticamente se restringiam à eleição de Floyd Odlum para a presidência da diretoria, o chefe de produção Charles Koerner viu-se às voltas com diversos contratempos.
O maior deles foi a falta de pessoal, decorrente não só da guerra, como da voracidade da MGM e outros estúdios em abocanhar os talentos ainda disponíveis. Com isso, Koerner tinha dificuldades em contratar atores importantes e roteiristas acima da média para os filmes da companhia. Outra preocupação veio do departamento de filmes B, gerenciado por Lou Ostrow, cujas produções começaram sistematicamente a estourar os orçamentos. Além disso, algumas dessas modestas películas causaram toda sorte de embaraços à RKO, como acusações de exploração de trabalho infantil. Para resolver esses problemas utilizou-se o método habitual --- livrar-se dos culpados. Assim, Koerner substituiu Ostrow por Sid Rogell e demitiu o produtor Bert Gilroy.
Enquanto isso, Frank Sinatra e Gregory Peck assinaram contratos para estrelar algumas produções do estúdio. Já Edward Dmytryk subiu de posto entre os diretores ao rodar cinco filmes, alguns deles campeões de bilheteria, e o editor Mark Robson tornou-se diretor pelas mãos de Val Lewton.
A RKO lançou 50 filmes em 1943. Singularmente, apenas quatro deles deram prejuízo, sendo dois produzidos por Samuel Goldwyn. Os maiores êxitos foram Mr. Lucky, Hitler's Children, e Behind the Rising Sun, que renderam mais de 1.000.000 cada. Em seguida, vieram Tender Comrade, The Fallen Sparrow, Government Girl, The Sky's the Limit, Bombardier e A Lady Takes a Chance. Entretanto, esse triunfo comercial não se refletiu nos prêmios Oscar, pois, apesar de muitas indicações, apenas uma estatueta foi entregue a uma produção do estúdio: This Land Is Mine recebeu o Oscar de Melhor Mixagem de Som.
Em um ano excepcional, a empresa somou um lucro de 6.964.005 dólares.

## Prêmios Oscar
16.ª cerimônia, com os filmes exibidos em Los Angeles no ano de 1943.
| Filme               | Indicações | Premiações            |
| ------------------- | --- | --------------------- |
| Bombardier          | Melhores Efeitos Especiais | ---                   |
| The Fallen Sparrow  | Melhor Trilha Sonora | ---                   |
| Flight for Freedom  | Melhor Direção de Arte | ---                   |
| The North Star      | Melhor Roteiro Original Melhor Fotografia (Preto e Branco) Melhor Direção de Arte Melhor Trilha Sonora Melhores Efeitos Especiais Melhor Mixagem de Som | ---                   |
| Saludos Amigos      | Melhor Trilha Sonora Melhor Canção Original Melhor Mixagem de Som                                                                                       | ---                   |
| The Sky's the Limit | Melhor Trilha Sonora Melhor Canção Original | ---                   |
| This Land Is Mine   | Melhor Mixagem de Som | Melhor Mixagem de Som |

## Os filmes do ano
| Título original                  | Título PT/BR                 | Título PT/PT                      | Astros                              | Diretor                 |
| -------------------------------- | ---------------------------- | --------------------------------- | ----------------------------------- | ----------------------- |
| The Adventures of a Rookie       |                              |                                   | Wally Brown, Alan Carney            | Leslie Goodwins         |
| Around the World                 | Um Mundo de Ritmos           | Ao Redor do Mundo                 | Kay Kyser, Mischa Auer              | Allan Dwan              |
| The Avenging Rider               | Cavaleiro Vingador           |                                   | Tim Holt, Cliff Edwards             | Sam Nelson              |
| Behind the Rising Sun            | Atrás do Sol Nascente        | Sol de Sangue                     | Margo, Tom Neal                     | Edward Dmytryk          |
| Bombardier                       | Bombardeio                   |                                   | Pat O'Brien, Randolph Scott         | Richard Wallace         |
| Cat People                       | Sangue de Pantera            | A Pantera                         | Simone Simon, Kent Smith            | Jacques Tourneur        |
| Cinderella Swings It             | O Canto da Vitória           | Ritmo Triunfador                  | Guy Kibbee, Gloria Warren           | Christy Cabanne         |
| Coastal Command                  |                              | Comando Costeiro                  | Documentário                        | J. B. Holmes            |
| The Falcon and the Co-Eds        | O Falcão e as Estudantes     |                                   | Tom Conway, Jean Brooks             | William Clemens         |
| The Falcon in Danger             | O Falcão em Perigo           | Crime sem Rasto                   | Tom Conway, Jean Brooks             | William Clemens         |
| The Falcon Strikes Back          | O Falcão Contra-Ataca        | Um Crime Quase Perfeito           | Tom Conway, Harriet Hilliard        | Edward Dmytryk          |
| Fighting Frontier                | Traidores da Lei             | Contrabandistas                   | Tim Holt, Cliff Edwards             | Lambert Hillyer         |
| Flight for Freedom               | Adeus, Meu Amor              | Encontro no Pacífico              | Rosalind Russell, Fred MacMurray    | Lothar Mendes           |
| The Fallen Sparrow               | O Beijo da Traição           | Perseguição                       | John Garfield, Maureen O'Hara       | Richard Wallace         |
| Forever and a Day                | Para Sempre e Um Dia         | Para Sempre e Mais Um Dia         | George Kirby, Doreen Munroe         | Edmund Goulding et alli |
| Gangway for Tomorrow             | Um Drama em Cada Vida        | Cinco Segredos                    | Margo, John Carradine               | John H. Auer            |
| The Ghost Ship                   | O Navio Fantasma             | O Barco da Morte                  | Richard Dix, Russell Wade           | Mark Robson             |
| Gildersleeve on Broadway         |                              |                                   | Harold Peary, Billie Burke          | Gordon Douglas          |
| Gildersleeve's Bad Day           | Gildersleeve Está com Azar   |                                   | Harold Peary, Jane Darwell          | Gordon Douglas          |
| Government Girl                  | Dez Pequenas para Cada Homem | Política Feminina                 | Olivia de Havilland, Sonny Tufts    | Dudley Nichols          |
| The Great Gildersleeve           | Então, Casa ou Não Casa?     |                                   | Harold Peary, Jane Darwell          | Gordon Douglas          |
| Higher and Higher                | A Lua a Seu Alcance          | Milionários de Ocasião            | Michèle Morgan, Jack Haley          | Tim Whelan              |
| Hitler's Children                | Os Filhos de Hitler          | Educação para a Morte             | Tim Holt, Bonita Granville          | Edward Dmytryk          |
| I Walked with a Zombie           | A Morta-Viva                 | Zombie                            | James Ellison, Frances Dee          | Jacques Tourneur        |
| The Iron Major                   | O Forjador de Homens         | Capitão Ferro                     | Pat O'Brien, Ruth Warrick           | Ray Enright             |
| Journey into Fear                | Jornada do Pavor             | A Jornada do Medo                 | Joseph Cotten, Dolores Del Rio      | Norman Foster           |
| Ladies' Day                      |                              |                                   | Lupe Velez, Eddie Albert            | Leslie Goodwins         |
| A Lady Takes a Chance            | Arrisca-te, Mulher           | A Dama e o Cow-Boy                | Jean Arthur, John Wayne             | William A. Seiter       |
| The Leopard Man                  | O Homem-Leopardo             | O Homem-Leopardo                  | Dennis O'Keefe, Margo               | Jacques Tourneur        |
| Mexican Spitfire's Blessed Event | O Bebê da Discórdia          | Escândalo Familiar                | Lupe Velez, Leon Errol              | Leslie Goodwins         |
| Mr. Lucky                        | O Aventureiro da Sorte       | O Senhor Felizardo                | Cary Grant, Laraine Day             | H. C. Potter            |
| The North Star                   | A Estrela do Norte           |                                   | Anne Baxter, Dana Andrews           | Lewis Milestone         |
| Petticoat Larceny                |                              |                                   | Ruth Warrick, Joan Carroll          | Ben Holmes              |
| Red River Robin Hood             | Vingador Mascarado           |                                   | Tim Holt, Barbara Moffett           | Lesley Selander         |
| Rookies in Burma                 |                              |                                   | Wally Brown, Alan Carney            | Leslie Goodwins         |
| Sagebrush Law                    | Justiça Vingadora            |                                   | Tim Holt, Joan Barclay              | Sam Nelson              |
| The Saint Meets the Tiger        | O Santo Encontra o Tigre     |                                   | Hugh Sinclair, Jean Gillie          | Paul L. Stein           |
| Saludos Amigos                   | Alô, Amigos                  | Olá, Amigos!                      | Animação                            | Jack Kinney et alli     |
| Seven Miles from Alcatraz        | O Farol dos Espias           | A Sete Milhas do Inferno          | James Craig, Bonita Granville       | Edward Dmytryk          |
| The Seventh Victim               | A Sétima Vítima              |                                   | Tom Conway, Jean Brooks             | Mark Robson             |
| The Sky's the Limit              | Tudo por Ti                  | Bailado do Amor                   | Fred Astaire, Joan Leslie           | Edward H. Griffith      |
| So This Is Washington            |                              |                                   | Chester Lauck, Norris Goff          | Ray McCarey             |
| Spitfire                         | Por Um Ideal                 | Spitfire, O Primeiro Entre Poucos | Leslie Howard, David Niven          | Leslie Howard           |
| Squadron Leader X                |                              |                                   | Eric Portman, Ann Dvorak            | Lance Comfort           |
| Tarzan Triumphs                  | O Triunfo de Tarzan          | Tarzan na Guerra                  | Johnny Weissmuller, Frances Gifford | Wilhelm Thiele          |
| Tarzan's Desert Mystery          | Tarzan e o Terror do Deserto | Tarzan no Deserto Misterioso      | Johnny Weissmuller, Nancy Kelly     | Wilhelm Thiele          |
| Tender Comrade                   | Mulheres de Ninguém          | Companheiros Adoráveis            | Ginger Rogers, Robert Ryan          | Edward Dmytryk          |
| They Got Me Covered              | Correspondente Fenômeno      | O Grande Aldrabão                 | Bob Hope, Dorothy Lamour            | David Butler            |
| This Land Is Mine                | Esta Terra É Minha           | Esta Terra É Minha                | Charles Laughton, Maureen O'Hara    | Jean Renoir             |
| Two Weeks to Live                |                              |                                   | Chester Lauck, Norris Goff          | Malcolm St. Clair       |